# 2006-os labdarúgó-világbajnokság-selejtező (UEFA – 8. csoport)
A 2006-os labdarúgó-világbajnokság európai 8. selejtezőcsoportjának mérkőzéseit, és a csoport végeredményét tartalmazó lapja. A csoportban körmérkőzéses, oda-visszavágós rendszerben játszottak egymással a labdarúgó-válogatottak. A csoportelső automatikus résztvevője lett a 2006-os labdarúgó-világbajnokságnak.
A csoportban Bulgária, Horvátország, Izland, Magyarország, Málta és Svédország szerepelt.
A csoportot Horvátország nyerte és kijutott a 2006-os világbajnokságra, míg Svédország szerezte meg a második helyet és szintén kijutott a világbajnokságra, mivel egyike volt a két legjobb eredményt elérő csoportmásodiknak. 

## Tabella
| Hely. | Csapat       | M  | Gy | D | V | G+ | G– | Gk  | P  | Továbbjutás                         |     | Horvátország | Svédország | Bulgária | Magyarország | Izland | Málta |
| ----- | ------------ | -- | -- | - | - | -- | -- | --- | -- | ----------------------------------- | --- | ------------ | ---------- | -------- | ------------ | ------ | ----- |
| 1.    | Horvátország | 10 | 7  | 3 | 0 | 21 | 5  | +16 | 24 | Kijutott a 2006-os világbajnokságra |     | —            | 1–0        | 2–2      | 3–0          | 4–0    | 3–0   |
| 2.    | Svédország   | 10 | 8  | 0 | 2 | 30 | 4  | +26 | 24 | Kijutott a 2006-os világbajnokságra |     | 0–1          | —          | 3–0      | 3–0          | 3–1    | 6–0   |
| 3.    | Bulgária     | 10 | 4  | 3 | 3 | 17 | 17 | 0   | 15 |                                     |     | 1–3          | 0–3        | —        | 2–0          | 3–2    | 4–1   |
| 4.    | Magyarország | 10 | 4  | 2 | 4 | 13 | 14 | −1  | 14 |                                     | 0–0 | 0–1          | 1–1        | —        | 3–2          | 4–0    |       |
| 5.    | Izland       | 10 | 1  | 1 | 8 | 14 | 27 | −13 | 4  |                                     | 1–3 | 1–4          | 1–3        | 2–3      | —            | 4–1    |       |
| 6.    | Málta        | 10 | 0  | 3 | 7 | 4  | 32 | −28 | 3  |                                     | 1–1 | 0–7          | 1–1        | 0–2      | 0–0          | —      |       |

## Mérkőzések
| 2004. szeptember 4. 16:00 |

| Izland                    | 1–3         | Bulgária                   |
| ------------------------- | ----------- | -------------------------- |
| Guðjohnsen 51' (11-esből) | Jegyzőkönyv | Berbatov 35' 49' Janev 62' |

| Laugardalsvöllur, Reykjavík Nézőszám: 5,014 Játékvezető: Alain Hamer (luxemburgi) |

| 2004. szeptember 4. 20:30 |

| Horvátország                            | 3–0         | Magyarország |
| --------------------------------------- | ----------- | ------------ |
| Pršo 31' Klasnić 54' Gyepes 80' (öngól) | Jegyzőkönyv |              |

| Maksimir Stadion, Zágráb Nézőszám: 20,853 Játékvezető: Mike Riley (angol) |

| 2004. szeptember 4. 20:45 |

| Málta | 0–7         | Svédország                                               |
| ----- | ----------- | -------------------------------------------------------- |
|       | Jegyzőkönyv | Ibrahimović 4' 11' 14' 71' Ljungberg 46' 74' Larsson 76' |

| Ta’ Qali Stadion, Ta’ Qali Nézőszám: 4,200 Játékvezető: Haim Jakov (izraeli) |

| 2004. szeptember 8. 20:15 |

| Svédország | 0–1         | Horvátország |
| ---------- | ----------- | ------------ |
|            | Jegyzőkönyv | Srna 64'     |

| Ullevi, Göteborg Nézőszám: 40,023 Játékvezető: Arturo Daudén Ibáñez (spanyol) |

| 2004. szeptember 8. 21:15 |

| Magyarország                       | 3–2         | Izland                           |
| ---------------------------------- | ----------- | -------------------------------- |
| Gera 62' Torghelle 75' Szabics 79' | Jegyzőkönyv | Guðjohnsen 39' I. Sigurðsson 78' |

| Szusza Ferenc Stadion, Budapest Nézőszám: 5,461 Játékvezető: Tom Henning Øvrebø (norvég) |

| 2004. október 9. 17:00 |

| Svédország                             | 3–0         | Magyarország |
| -------------------------------------- | ----------- | ------------ |
| Ljungberg 26' Larsson 50' Svensson 67' | Jegyzőkönyv |              |

| Råsunda Stadion, Solna Nézőszám: 32,288 Játékvezető: Stuart Dougal (skót) |

| 2004. október 9. 18:15 |

| Málta | 0–0         | Izland |
| ----- | ----------- | ------ |
|       | Jegyzőkönyv |        |

| Ta’ Qali Stadion, Ta’ Qali Nézőszám: 1,130 Játékvezető: Sorin Corpodean (román) |

| 2004. október 9. 20:15 |

| Horvátország            | 2–2         | Bulgária                   |
| ----------------------- | ----------- | -------------------------- |
| Srna 15' 31' (11-esből) | Jegyzőkönyv | M. Petrov 77' Berbatov 86' |

| Maksimir Stadion, Zágráb Nézőszám: 31,565 Játékvezető: Pierluigi Collina (olasz) |

| 2004. október 13. 18:00 |

| Bulgária                              | 4–1         | Málta      |
| ------------------------------------- | ----------- | ---------- |
| Berbatov 43' 55' Janev 47' Jankov 88' | Jegyzőkönyv | Mifsud 11' |

| Vaszil Levszki Nemzeti Stadion, Szófia Nézőszám: 16,800 Játékvezető: Ceri Richards (walesi) |

| 2004. október 13. 18:10 |

| Izland         | 1–4         | Svédország                                  |
| -------------- | ----------- | ------------------------------------------- |
| Guðjohnsen 66' | Jegyzőkönyv | Larsson 24' 39' Allbäck 27' Wilhelmsson 45' |

| Laugardalsvöllur, Reykjavík Nézőszám: 7,037 Játékvezető: Massimo Busacca (svájci) |

| 2004. november 17. 19:30 |

| Málta | 0–2         | Magyarország        |
| ----- | ----------- | ------------------- |
|       | Jegyzőkönyv | Gera 39' Kovács 93' |

| Ta’ Qali Stadion, Ta’ Qali Nézőszám: 14,500 Játékvezető: Tony Asumaa (finn) |

| 2005. március 26. 17:30 |

| Bulgária | 0–3         | Svédország                               |
| -------- | ----------- | ---------------------------------------- |
|          | Jegyzőkönyv | Ljungberg 17' 90+2' (11-esből) Edman 74' |

| Vaszil Levszki Nemzeti Stadion, Szófia Nézőszám: 42,530 Játékvezető: Herbert Fandel (német) |

| 2005. március 26. 18:00 |

| Horvátország                            | 4–0         | Izland |
| --------------------------------------- | ----------- | ------ |
| N. Kovač 38' 75' Šimunić 70' Pršo 90+1' | Jegyzőkönyv |        |

| Maksimir Stadion, Zágráb Nézőszám: 17,912 Játékvezető: Jerome Damon (Dél-afrikai) |

| 2005. március 30. 18:00 |

| Horvátország           | 3–0         | Málta |
| ---------------------- | ----------- | ----- |
| Pršo 22' 35' Tudor 79' | Jegyzőkönyv |       |

| Maksimir Stadion, Zágráb Nézőszám: 15,510 Játékvezető: Kósztasz Kapitanísz (ciprusi) |

| 2005. március 30. 20:45 |

| Magyarország | 1–1         | Bulgária      |
| ------------ | ----------- | ------------- |
| Rajczi 90'   | Jegyzőkönyv | S. Petrov 51' |

| Szusza Ferenc Stadion, Budapest Nézőszám: 11,586 Játékvezető: Jan Wegereef (holland) |

| 2005. június 4. 17:15 |

| Svédország                                                                        | 6–0         | Málta |
| --------------------------------------------------------------------------------- | ----------- | ----- |
| Jonson 6' Svensson 18' Wilhelmsson 29' Ibrahimović 40' Ljungberg 57' Elmander 81' | Jegyzőkönyv |       |

| Ullevi, Göteborg Nézőszám: 35,593 Játékvezető: Nyikolaj Ivanov (orosz) |

| 2005. június 4. 18:00 |

| Bulgária      | 1–3         | Horvátország                     |
| ------------- | ----------- | -------------------------------- |
| M. Petrov 72' | Jegyzőkönyv | Babić 19' Tudor 57' Kranjčar 80' |

| Vaszil Levszki Nemzeti Stadion, Szófia Nézőszám: 35,000 Játékvezető: Kim Milton Nielsen (dán) |

| 2005. június 4. 18:05 |

| Izland                           | 2–3         | Magyarország            |
| -------------------------------- | ----------- | ----------------------- |
| Guðjohnsen 17' K. Sigurðsson 68' | Jegyzőkönyv | Gera 45' 56' Huszti 73' |

| Laugardalsvöllur, Reykjavík Nézőszám: 4,613 Játékvezető: Lucílio Batista (portugál) |

| 2005, június 8. 18:05 |

| Izland                                                           | 4–1         | Málta    |
| ---------------------------------------------------------------- | ----------- | -------- |
| Þorvaldsson 27' Guðjohnsen 33' Guðmundsson 74' V. Gunnarsson 84' | Jegyzőkönyv | Said 58' |

| Laugardalsvöllur, Reykjavík Nézőszám: 4,887 Játékvezető: Damir Skomina (szlovén) |

| 2005. szeptember 3. 17:15 |

| Svédország                                 | 3–0         | Bulgária |
| ------------------------------------------ | ----------- | -------- |
| Ljungberg 60' Mellberg 75' Ibrahimović 90' | Jegyzőkönyv |          |

| Råsunda Stadion, Solna Nézőszám: 35,000 Játékvezető: Frank De Bleeckere (belga) |

| 2005. szeptember 3. 18:05 |

| Izland         | 1–3         | Horvátország             |
| -------------- | ----------- | ------------------------ |
| Guðjohnsen 24' | Jegyzőkönyv | Balaban 56' 61' Srna 82' |

| Laugardalsvöllur, Reykjavík Nézőszám: 5,520 Játékvezető: Wolfgang Stark (német) |

| 2005. szeptember 3. 20:45 |

| Magyarország                                         | 4–0         | Málta |
| ---------------------------------------------------- | ----------- | ----- |
| Torghelle 34' Said 55' (öngól) Takács 64' Rajczi 85' | Jegyzőkönyv |       |

| Szusza Ferenc Stadion, Budapest Nézőszám: 5,900 Játékvezető: Vitalij Hoduljan (ukrán) |

| 2005. szeptember 7. 18:45 |

| Málta       | 1–1         | Horvátország |
| ----------- | ----------- | ------------ |
| Wellman 74' | Jegyzőkönyv | Kranjčar 19' |

| Ta’ Qali Stadion, Ta’ Qali Nézőszám: 916 Játékvezető: Athanásziosz Briákosz (görög) |

| 2005. szeptember 7. 19:00 |

| Bulgária                             | 3–2         | Izland                       |
| ------------------------------------ | ----------- | ---------------------------- |
| Berbatov 21' Iliev 69' M. Petrov 86' | Jegyzőkönyv | Steinsson 9' Hreiðarsson 16' |

| Vaszil Levszki Nemzeti Stadion, Szófia Nézőszám: 18,000 Játékvezető: Bülent Demirlek (török) |

| 2005. szeptember 7. 20:45 |

| Magyarország | 0–1         | Svédország        |
| ------------ | ----------- | ----------------- |
|              | Jegyzőkönyv | Ibrahimović 90+1' |

| Puskás Ferenc Stadion, Budapest Nézőszám: 20,161 Játékvezető: Stefano Farina (olasz) |

| 2005. október 8. 18:00 |

| Bulgária                 | 2–0         | Magyarország |
| ------------------------ | ----------- | ------------ |
| Berbatov 29' Lazarov 55' | Jegyzőkönyv |              |

| Vaszil Levszki Nemzeti Stadion, Szófia Nézőszám: 4,652 Játékvezető: Dejan Delević (Szerbia és Montenegró-i) |

| 2005. október 8. 20:15 |

| Horvátország | 1–0         | Svédország |
| ------------ | ----------- | ---------- |
| Srna 55'     | Jegyzőkönyv |            |

| Maksimir Stadion, Zágráb Nézőszám: 34,015 Játékvezető: Massimo de Santis (olasz) |

| 2005. október 12. 19:00 |

| Málta       | 1–1         | Bulgária   |
| ----------- | ----------- | ---------- |
| Barbara 79' | Jegyzőkönyv | Jankov 67' |

| Ta’ Qali Stadion, Ta’ Qali Nézőszám: 2,844 Játékvezető: Vitalij Hoduljan (ukrán) |

| 2005. október 12. 19:30 |

| Svédország                                  | 3–1         | Izland      |
| ------------------------------------------- | ----------- | ----------- |
| Ibrahimović 29' Larsson 42' Källström 90+1' | Jegyzőkönyv | Árnason 11' |

| Råsunda Stadion, Solna Nézőszám: 33,716 Játékvezető: Valentyin Ivanov (orosz) |

| 2005. október 12. 19:30 |

| Magyarország | 0–0         | Horvátország |
| ------------ | ----------- | ------------ |
|              | Jegyzőkönyv |              |

| Szusza Ferenc Stadion, Budapest Nézőszám: 6,979 Játékvezető: Claus Bo Larsen (dán) |

## Góllövőlista
| 8 gólos - Zlatan Ibrahimović 7 gólos - Dimitar Berbatov - Fredrik Ljungberg 6 gólos - Eiður Guðjohnsen 5 gólos - Darijo Srna - Henrik Larsson 4 gólos - Dado Pršo - Gera Zoltán 3 gólos - Martin Petrov 2 gólos - Hriszto Janev - Csavdar Jankov - Boško Balaban - Niko Kovač - Niko Kranjčar - Igor Tudor - Rajczi Péter - Torghelle Sándor - Anders Svensson - Christian Wilhelmsson | 1 gólos - Georgi Iliev - Zdravko Lazarov - Sztilijan Petrov - Marko Babić - Ivan Klasnić - Josip Šimunić - Huszti Szabolcs - Kovács Péter - Szabics Imre - Takács Ákos - Kári Árnason - Veigar Páll Gunnarsson - Tryggvi Guðmundsson - Hermann Hreiðarsson - Indriði Sigurðsson - Kristján Örn Sigurðsson - Grétar Steinsson - Gunnar Heiðar Þorvaldsson - Etienne Barbara - Michael Mifsud - Brian Said - Stephen Wellman - Marcus Allbäck - Erik Edman - Johan Elmander - Mattias Jonson - Kim Källström - Olof Mellberg 1 öngólos - Gyepes Gábor (Horvátország ellen) - Brian Said (Magyarország ellen) |